# Mantelgesellschaft
Eine Mantelgesellschaft, auch Firmenmantel oder – wenn eine wesentliche Eigenschaft der Mantelgesellschaft ein steuerlicher Verlustvortrag ist – Verlustmantel genannt, ist eine besondere Erscheinungsform einer Kapitalgesellschaft, beispielsweise eine GmbH oder eine Aktiengesellschaft. Ein Firmenmantel entsteht, indem eine aktive Kapitalgesellschaft ihr operatives Geschäft einstellt, aber als juristische Person im Handelsregister bestehen bleibt. Der Begriff „Mantel“ bezieht sich auf den Verwendungszweck der Mantelgesellschaft. Die Kapitalgesellschaft ist ein „bloßer Mantel“, der für einen neuen Geschäftszweck genutzt werden kann, die Gesellschaft selbst hat keine wesentlichen Vermögensgegenstände und verfügt über keinen Geschäftsbetrieb. Firmenmantel werden nicht selten hoch gehandelt und bieten dem Käufer sowie dem Verkäufer verschiedene Vorteile.

## Allgemeines
Der Begriff Mantelgesellschaft wird oftmals synonym mit Vorratsgesellschaft verwendet. Die beiden Erscheinungsformen weisen jedoch große Unterschiede auf. Der grundlegende Unterschied liegt darin, dass die Mantelgesellschaft schon einmal wirtschaftlich aktiv war. Die Vorratsgesellschaft entfaltete dagegen noch nie eine Geschäftstätigkeit. Sie wurde gegründet, um erst später durch die Gründer verwendet oder veräußert zu werden. Die Vorratsgesellschaft ist oftmals kostengünstiger als die Mantelgesellschaft. Der grundlegende Vorteil einer Vorratsgesellschaft liegt darin, dass sie nicht mit Verbindlichkeiten belastet ist. Außerdem besteht bei einer Vorratsgesellschaft weniger Beratungsbedarf als bei einer Mantelgesellschaft.
Firmenmantel werden durch darauf spezialisierte Kanzleien gehandelt und vorgehalten. Von großem Vorteil kann ein bereits bekannter Unternehmensname sein. Einige Mantelgesellschaften sind mit Verbindlichkeiten belastet oder weisen hohe Verluste auf. Käufer sind über die genauen Finanzen einer Mantelgesellschaft aufzuklären. Sie müssen eventuell Schulden übernehmen, haben aber die Möglichkeit, Verluste steuerlich geltend zu machen. Zudem ist die Bonität einer bestehenden Mantelgesellschaft in der Regel sehr hoch. Diese hat über viele Jahre am Geschäftsleben teilgenommen und ihre Bonität positiv entwickelt. Bei der Übernahme einer Vorrats- oder Mantelgesellschaft gleicht sich der Vorgang. Beide Gesellschaftsformen sind bereits gegründet, im Handelsregister eingetragen und mit Stammkapital versehen. Der Käufer muss lediglich die Daten im Handelsregister aktualisieren.

## Mantelverwertung
Unternehmer, die eine Gesellschaft verkaufen möchten, profitieren von verschiedenen Vorteilen. Sie vermeiden eine kostenintensive Liquidation ihrer Gesellschaft, indem sie sie verkaufen. Außerdem bedarf eine Auflösung einer Eintragung im Handelsregister und anderer umfangreicher Vorgänge. Gleichfalls ist eine Liquidation der Gesellschaft mit hohen Kosten und Zeit verbunden. Durch den Verkauf eines Firmenmantels können Unternehmer profitieren – frei nach dem Motto: „Lieber gewinnbringend verkaufen als teuer liquidieren“.
Käufer können eine Mantelgesellschaft für einen neuen Geschäftszweck nutzen. Dabei wird die an sich „leere“ Firma, die über kein Kapital mehr verfügt und keinen Geschäftsbetrieb mehr hat, mit neuem Kapital versehen und weitergeführt – oft zu einem völlig anderen Geschäftszweck, wenn gewünscht auch unter anderem Namen. Vorteile gegenüber einer kompletten Neugründung können sein:
- Zeit: Die Gründung einer GmbH und speziell einer AG ist bürokratisch aufwändig und kann Wochen oder gar Monate dauern, die Börsennotierung einer AG noch länger. Eine bereits existierende Gesellschaft umzuwidmen spart Zeit und Geld.
- Steuerliche Verwertung von Verlustvorträgen: Nicht mehr aktive Gesellschaften haben meist zuletzt eher geschäftliche Verluste gemacht. Diese Verluste können mit zukünftigen Gewinnen der Firma so verrechnet werden, dass die Steuern auf Unternehmensgewinne reduziert werden.

Mögliche zukünftige Mantelverwertungen sind oft der Grund, warum sich in Konkurs befindliche und bereits abgewickelte Aktiengesellschaften weiter börslich gehandelt werden.

## Steuerliche Betrachtung der Mantelgesellschaft
Bei einer Mantelgesellschaft müssen Käufer eventuell vorhandene Verbindlichkeiten der Gesellschaft übernehmen. Im Gegenzug haben sie die Möglichkeit, bestehende Verlustvorträge steuerlich geltend zu machen. Der Verlustabzug ist an den Steuerpflichtigen gebunden, der ihn erlitten hat – dies gilt auch bei juristischen Personen. Die Veräußerung von Geschäftsanteilen überträgt deshalb nicht nur Verbindlichkeiten, sondern gleichfalls Verlustvorträge. Die Geltendmachung von Verlustvorträgen ist an verschiedene Voraussetzungen geknüpft.

### Deutschland

#### Mantelkaufregelung (bis 2007)
Ein Mantelkauf im Sinne des § 8 Abs. 4 KStG liegt vor, wenn die Anteile an einer Kapitalgesellschaft mit bestehenden Verlustvorträgen mit dem Ziel erworben werden, die Verluste beim Erwerber steuermindernd nutzbar zu machen. Der Gesetzgeber verfolgt das Ziel, diesen „Handel mit Verlusten“ weitestgehend zu unterbinden. Es werden daher rechtliche Identität und wirtschaftliche Identität verlangt, um die Nutzung des Vortrages zuzulassen. Sind beide Voraussetzungen erfüllt, ist eine Verlustnutzung im Sinne des § 10d EStG zulässig.
Das Fortbestehen der rechtlichen Identität ist zivilrechtlich zu beurteilen. Die wirtschaftliche Identität wird dann nicht angenommen, wenn mehr als 50 % der Anteile übertragen werden und der Geschäftsbetrieb der Gesellschaft mit überwiegend neuem Betriebsvermögen fortgeführt oder wieder aufgenommen wird.
Eine Sonderregel gilt für die Sanierung von Unternehmen. Hier ist die Nutzung der Verluste zulässig, auch wenn die Kriterien an sich verletzt werden. Im Sanierungsfall muss der bestehende Geschäftsbetrieb in vergleichbarem Umfang weitere fünf Jahre fortgeführt werden.
Die gesetzgeberischen Vorgaben zum Mantelkauf sind durch die Rechtsprechung in zahlreichen Urteilen ergänzt und präzisiert worden. Beispielhaft sei auf mehrere Entscheidungen des BFH im Zusammenhang mit der Zuführung neuen Betriebsvermögens verwiesen.
Die Finanzbehörde beruft sich regelmäßig auf das BMF-Schreiben vom 16. April 1999, das für den Zeitraum, in dem die Zuführung neuen Betriebsvermögens zu prüfen ist, ebenfalls und ohne gesetzliche Grundlage eine Frist von 5 Jahren vorsieht. Dies ist nach der neueren BFH-Rechtsprechung überholt, man fordert eine Prüfung im Einzelfall hinsichtlich einer von vorneherein geplanten Handlungsweise des Übernehmers (sog. Gesamtplanbetrachtung).
Die Mantelkaufregelung des § 8 Abs. 4 KStG wird mit der Unternehmensteuerreform 2008 aufgehoben und findet letztmals Anwendung, wenn mehr als die Hälfte der Anteile an einer Kapitalgesellschaft innerhalb eines Zeitraums von fünf Jahren, der vor dem 1. Januar 2008 beginnt, übertragen werden, und die wirtschaftliche Identität der Kapitalgesellschaft vor dem 1. Januar 2013 entfällt.

#### Verlustabzugsbeschränkung (ab 2008)
Mit der Unternehmensteuerreform 2008 wird die Mantelkaufregelung durch eine neue Verlustabzugsbeschränkung für Körperschaften in einem gesonderten § 8c KStG ersetzt. Maßgebliches Kriterium für die Verlustabzugsbeschränkung ist künftig ausschließlich ein qualifizierter Anteilseignerwechsel. Auf die Zuführung überwiegend neuen Betriebsvermögens (s. o.) kommt es nicht mehr an:
- Bei mittelbaren oder unmittelbaren Anteilsübertragungen auf einen Erwerber oder eine „Erwerberhand“ von mehr als 25 % und von bis zu 50 % innerhalb eines Fünfjahreszeitraums entfallen nicht genutzte Verluste, die bis zum schädlichen Anteilserwerb entstanden sind, anteilig im Verhältnis zur Übertragungsquote
- Wird innerhalb von 5 Jahren mehr als die Hälfte der Gesellschaftsrechte übertragen, führt dies zum vollständigen Untergang der bis zur Übertragung nicht genutzten Verluste.

Die Vorschrift findet erstmals für den Veranlagungszeitraum 2008 und auf Anteilsübertragungen nach dem 31. Dezember 2007 Anwendung.
Auf Initiative des Finanzausschusses des Bundesrats vom 3. April 2009 ist es im Rahmen des Bürgerentlastungsgesetzes zu Entschärfungen der Unternehmenssteuerreform gekommen. Unter anderem wurde eine Klausel in den § 8c KStG eingefügt, nach der vorübergehend die Verlustvorträge im Sanierungsfall unter gewissen Umständen erhalten bleiben.
Die Europäische Kommission sieht in dieser Regelung jedoch einen Verstoß gegen das europäische Beihilferecht. Sie hat daher mit Beschluss vom 24. Februar 2010 ein förmliches Prüfverfahren eingeleitet. Im Falle der Unvereinbarkeit mit europäischem Beihilferecht sind die Steuervergünstigungen nach Art. 14 der EG-BeihilfenverfahrensVO auch rückwirkend von den jeweiligen Unternehmen zurückzuzahlen. Die Vorschriften über die Bestandskraft von Steuerbescheiden oder auch von verbindlichen Auskünften greifen nach § 1 Abs. 1 Satz 2 Abgabenordnung (AO) hier nicht ein.
Mit Beschluss vom 29. März 2017 hat das Bundesverfassungsgericht die Verlustabzugsbeschränkung für Anteilserwerbe zwischen 25 % und 50 % für verfassungswidrig erklärt und dem Gesetzgeber eine Frist zur verfassungskonformen Ausgestaltung bis zum 31. Dezember 2018 gesetzt. Durch Einführung des so genannten „Fortführungsgebundenen Verlustvortrages“ auf Antrag (§ 8d KStG) wurde die Verlustabzugsbeschränkung mit Wirkung ab dem 1. Januar 2016 bereits gesetzgeberisch aufgeweicht.

### Schweiz
Zunächst muss beachtet werden, dass das Bundesgericht im Gegensatz zu einem Teil der juristischen Lehre ein Rechtsgeschäft zur Übertragung einer Mantelgesellschaft als nichtig betrachtet. Der Handelsregisterführer hätte demnach die Eintragung einer mit dem Kauf eines Aktienmantels regelmäßig verbundenen Statutenänderung zu verweigern.
Der Käufer kann per Mantelkauf aus steuerlicher Sicht nicht die Kosten einer Neugründung vermeiden, denn steuerlich wird der Mantelkauf wie eine Liquidation sowie eine anschließende Neugründung betrachtet. Es werden nachträglich dieselben Abgaben und Steuern wie bei einer Liquidation und Gründung erhoben. Deshalb unterliegt die Differenz zwischen dem Kaufpreis der Beteiligungsrechte und deren Nennwert der Verrechnungssteuer und beim veräußernden Aktionär auch der Einkommensteuer.
Derzeit ist ein Gesetzgebungsprojekt betreffend ein Bundesgesetz über die Bekämpfung des missbräuchlichen Konkurses (Geschäft des Bundesrats Nr. 19.043) im Parlament hängig. Mit dem geplanten Gesetz soll die bundesgerichtliche Rechtsprechung zum Verbot des Mantelhandels kodifiziert werden. Die Inkraftsetzung dieses Gesetzes wird den Mantelhandel sehr unattraktiv machen, da das Rechtsgeschäft betreffend einen Mantelhandel kraft Gesetz nichtig sein wird.

## Kauf einer börsennotierten Mantelgesellschaft
Gemeint ist hier die Übernahme eines ruhenden öffentlich gelisteten Unternehmens (einer leeren Mantelgesellschaft ohne wirtschaftlichen Inhalt) durch ein nicht gelistetes Unternehmen zum Zweck der Umgehung der zahlreichen Verpflichtungen im Rahmen eines regulären Börsengangs. Die Aktionäre des ruhenden Unternehmens können durch Aktien des fusionierten Unternehmens entschädigt werden, wodurch keine Liquiditätsprobleme entstehen. Der Aktienmantel wird vom Käufer durch eine Kapitaleinlage wieder mit Geld aufgefüllt, der Zweck und der Sitz der Gesellschaft geändert und ein neuer Aufsichtsrat eingesetzt.